# 클라라 바턴

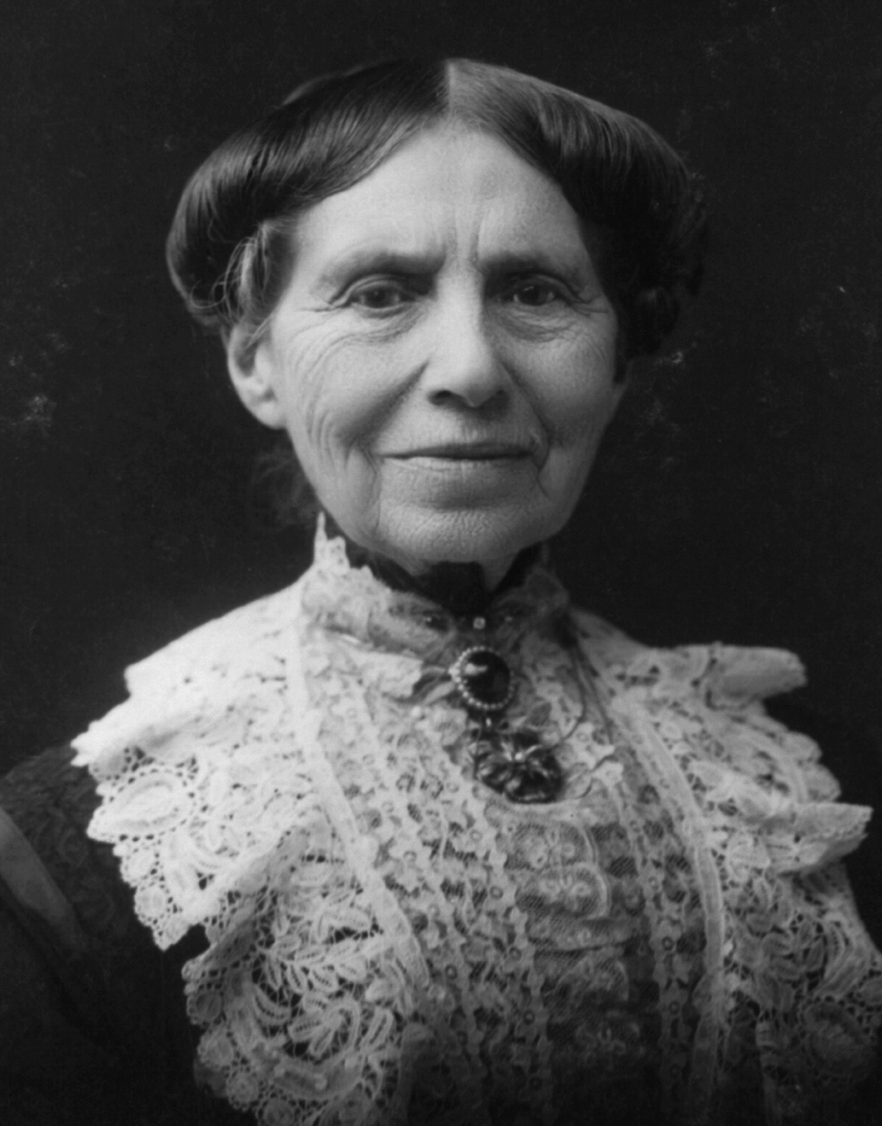
클래리사 할로위 바턴

클래리사 "클라라" 할로위 바턴(Clarissa "Clara" Harlowe Barton, 1821년 12월 25일 ~ 1912년 4월 12일) 은 미국 적십자사의 창사자이다. 미국 남북 전쟁 당시 간호사로 활동한 바 있으며, 전쟁 이후에는 주로 여성에 관련된 각종 인도주의 활동을 벌였다.